# U-407
| U-407                      | U-407                                                          | U-407                                                          |
| -------------------------- | -------------------------------------------------------------- | -------------------------------------------------------------- |
|                            |                                                                |                                                                |
|                            |                                                                |                                                                |
|                            |                                                                |                                                                |
| Під прапором               | Третій рейх                                                    | Третій рейх                                                    |
| Спуск на воду              | 16 серпня 1941 року                                            | 16 серпня 1941 року                                            |
| Виведений зі складу флоту  | 19 вересня 1944 року                                           | 19 вересня 1944 року                                           |
| Сучасний статус            | затоплений                                                     | затоплений                                                     |
| Проєкт                     |                                                                |                                                                |
| Тип ПЧ                     | Торпедний ДПЧ                                                  | Торпедний ДПЧ                                                  |
| Основні характеристики     |                                                                |                                                                |
| Швидкість (надводна)       | 17,7 вузлів                                                    | 17,7 вузлів                                                    |
| Швидкість (підводна)       | 7,6 вузлів                                                     | 7,6 вузлів                                                     |
| Робоча глибина занурення   | 100 м                                                          | 100 м                                                          |
| Гранична глибина занурення | 220 м                                                          | 220 м                                                          |
| Екіпаж                     | 49 осіб                                                        | 49 осіб                                                        |
| Розміри                    |                                                                |                                                                |
| Довжина найбільша (по КВЛ) | 67,1 м                                                         | 67,1 м                                                         |
| Ширина корпусу найб.       | 6,2 м                                                          | 6,2 м                                                          |
| Висота                     | 9,6 м                                                          | 9,6 м                                                          |
| Середня осадка (по КВЛ)    | 4,70 м                                                         | 4,70 м                                                         |
| Водотоннажність надводна   | 769 т                                                          | 769 т                                                          |
| Озброєння                  |                                                                |                                                                |
| Артилерія                  | одна палубна гармата калібру 88-мм, одна 20-мм зенітна гармата | одна палубна гармата калібру 88-мм, одна 20-мм зенітна гармата |
| Торпедно- мінне озброєння  | 4 носових і один кормовий ТА. 14 торпед                        | 4 носових і один кормовий ТА. 14 торпед                        |

U-407 — німецький підводний човен типу VIIC, часів Другої світової війни.
Замовлення на будівництво човна було віддане 16 жовтня 1939 року. Човен був закладений на верфі суднобудівної компанії «Danziger Werft AG» у Данцигу 12 вересня 1940 року під заводським номером 108, спущений на воду 16 серпня 1941 року, 18 грудня 1941 року під командуванням оберлейтенанта Ернста-Ульріха Брюллера увійшов до складу 5-ї флотилії. Також за час служби входив до складу 9-ї та 29-ї флотилій.
Човен зробив 12 бойових походів, в яких потопив 3 (загальна водотоннажність 26 892 брт) та пошкодив 3 судна (загальна водотоннажність 13 285 брт) та 2 військових кораблі.
Потоплений 19 вересня 1944 року у Середземному морі південніше острова Мілос (36°27′ пн. ш. 24°33′ сх. д. / 36.450° пн. ш. 24.550° сх. д.) глибинними бомбами британських есмінців «Трубрідж», «Тепсікор» та польського есмінця «Галанд». 5 членів екіпажу загинули, 48 врятовані.

## Командири
- Капітан-лейтенант Ернст-Ульріх Брюллер (18 грудня 1941 — 14 січня 1944)
- Оберлейтенант-цур-зее Губертус Корндерфер (14 січня — 8 вересня 1944)
- Оберлейтенант-цур-зее Ганс Кольбус (9-19 вересня 1944)

## Потоплені та пошкоджені кораблі[3]
| Назва             | Тип                  | Належність      | Дата              | Тоннаж (БРТ) | Вантаж                                                                        | Статус     | Місце                                                       |
| Viceroy of India  | військовий транспорт | Велика Британія | 11 листопада 1942 | 19 627       | Баласт                                                                        | потоплено  | 36°26′ пн. ш. 00°24′ зх. д. / 36.433° пн. ш. 0.400° зх. д.  |
| «Ньюфаундленд»    | легкий крейсер       | Велика Британія | 23 липня 1943     | 8 800        |                                                                               | пошкоджено | 37°03′ пн. ш. 15°24′ сх. д. / 37.050° пн. ш. 15.400° сх. д. |
| «Бірмінгем»       | легкий крейсер       | Велика Британія | 28 листопада 1943 | 9 100        |                                                                               | пошкоджено | 52°20′ пн. ш. 45°40′ зх. д. / 52.333° пн. ш. 45.667° зх. д. |
| Rod el Farag      | риболовне судно      | Єгипет          | 27 лютого 1944    | 55           |                                                                               | потоплено  | 33°48′ пн. ш. 34°51′ сх. д. / 33.800° пн. ш. 34.850° сх. д. |
| Ensis             | танкер               | Велика Британія | 29 лютого 1944    | 6 207        | Баласт                                                                        | пошкоджено | 35°36′ пн. ш. 35°33′ сх. д. / 35.600° пн. ш. 35.550° сх. д. |
| Meyer London      | суховантажне судно   | США             | 16 квітня 1944    | 7 210        | 7 800 т генеральних військових вантажів та літак на палубі                    | потоплено  | 32°51′ пн. ш. 23°00′ сх. д. / 32.850° пн. ш. 23.000° сх. д. |
| Thomas G. Masaryk | суховантажне судно   | США             | 16 квітня 1944    | 7 176        | 5 000 т генеральних вантажів, включно з поштою, ацетоном та 12 P-47 на палубі | пошкоджено | 32°51′ пн. ш. 23°00′ сх. д. / 32.850° пн. ш. 23.000° сх. д. |